# René Touzet
René Touzet y Monte (L'Avana, 8 settembre 1916 – Miami, 23 giugno 2003) è stato un compositore, pianista e bandleader cubano naturalizzato statunitense.

## Biografia
Abitava nella città di Cojímar ed ha iniziato ad imparare il pianoforte classico dall'età di 4 anni continuando a studiare al Conservatorio di Falcón a L'Avana. Nel 1934 la sua formazione classica terminò a causa delle difficoltà finanziarie della sua famiglia e egli accettò un lavoro come pianista nella jazz band di Luis Rivera. Poco dopo divenne il capo di un'orchestra di 16 elementi, suonando musica da big band al Grand Casino di L'Avana, ed iniziò anche a scrivere le sue composizioni. Una delle sue canzoni più famose, No Te Importe Saber, fu registrata, con testi di Mitchell Parish col titolo Let Me Love You Tonight, da Bing Crosby, Frank Sinatra, Dean Martin, Elsa Miranda ed altri.
Nel 1944, dopo che il suo club a Cuba era stato distrutto da un uragano, Touzet si trasferì negli Stati Uniti dove si unì ad una banda diretta da Enric Madriguera. La band si trasferì poi a Hollywood, dove Touzet incontrò Desi Arnaz e si unì alla sua band per qualche tempo. Lavorò anche come pianista, compositore e arrangiatore con Xavier Cugat e Stan Kenton.
Dopo aver formato la sua orchestra a metà degli anni '50, registrò con successo undici album per il produttore Gene Norman per la sua etichetta GNP Crescendo tra il 1955 e il 1964 e si esibì regolarmente al night club Crescendo di Norman. Uno dei suoi arrangiamenti più noti di questo periodo, El Loco Cha Cha, ha fornito al cantante R&B Richard Berry il "riff" per la sua canzone pop classica "Louie Louie". Touzet è rimasto un popolare band leader negli anni '60, comprendendo pachanga e altri nuovi ritmi nelle sue composizioni, senza perdere il contatto con i bolero ed il cha cha cha che gli avevano portato la sua prima fama.
Nel 1972 Touzet si ritirò dalla musica popolare e si trasferì a Miami, in Florida, dedicando i suoi ultimi anni alla composizione per pianoforte, in uno stile che mescolava musica folk e jazz cubana con musica classica. Le sue composizioni per pianoforte pubblicate includono Cuarenta Danzas, Cuatro Caprichos, Ginasteriana, Fantasía Española, Cinco Danzas Exóticas, Vals Arabesco, Tres Miniaturas e la Sonata Romántica.
Touzet era sposato con Isabel Gonzalez (1917-1991) e avevano due figlie, Olivia e Nilda Touzet-Gonzalez. Ha avuto altre tre figlie: Olga Maria Touzet-Guillot (con la cantante Olga Guillot), Lisa Bahadoor e Bonita Calderon. In seguito sposò Mercy Remos.
A Touzet sono stati conferiti diverse onorificenze e premi per i suoi contributi musicali, e nel 2001 il sindaco di Miami dichiarò il 9 settembre "Giorno di René Touzet". Morì di complicazioni cardiache nel 2003.

## Discografia scelta

### RCA Victor Records
- Dinner in Havana (LPM-1016, 1954)

### GNP Crescendo Records
- The Cha Cha Cha and the Mambo [pubblicata anche come The Charm of the Cha Cha Cha] (GNP-14, 1955)
- From Broadway to Havana (GNP-22, 1957)
- Cha Cha Cha for Lovers (GNP-29, 1957)
- Mr. Cha Cha Cha (GNP-36, 1958)
- René Touzet and His Orchestra Play for Dancing at the Crescendo on the World Famous Sunset Strip (GNP-40, 1959)
- Touzet Too Much! (GNP-49, 1960)
- The Timeless Ones a la Touzet (GNP-52, 1961)
- La Pachanga (GNP-57, 1961)
- Pachanga Differente! (GNP-61, 1961)
- Greatest Latin Hits! (GNP-74, 1962) compilation
- Touzet Goes to the Movies (GNP-81, 1962)
- Bossa Nova! Brazil to Hollywood (GNP-87, 1963)
- The Best of René Touzet and His Orchestra (GNPS-2000, 1964) compilation

### SEECO Reords
- Beso de Fuego (7212 A, 19??)[2]
- Hijo Mio (7212 B, 19??)
- No Puedo Ser Feliz (7728, 19??)
- Pensando en Ti (7172 A, 19??)
- Pretender (7293 A, 19??)
- Punal en el Alma (7728, 19??)
- Noche Azul (7729, 19??)
- No Te Importe Saber (7729, 19??)
- Te Quiero (7172 B, 19??)
- Yo Volvere (7293 B, 19??)